# 小行星2336
小行星2336（2336 Xinjiang），又称为新疆星，是由紫金山天文台在1975年11月26日发现的主带小行星。
該小行星以中华人民共和国最大的省级行政区新疆维吾尔自治区命名。